# Grace Norman
Pour les articles homonymes, voir Norman.
Grace Ann Norman née le 9 mars 1998 à Morgantown est une triathlète handisport américaine, double championne du monde de paratriathlon TP4/PTS5 (2016 et 2017) et championne paralympique PT4 en 2016.

## Palmarès triathlon
Le tableau présente les résultats les plus significatifs (podium) obtenus sur le circuit international de paratriathlon depuis 2014,. 
| Année | Paratriathlon                                    | Pays       | Position          | Temps           |
| ----- | ------------------------------------------------ | ---------- | ----------------- | --------------- |
| 2017  | Championnats du monde de paratriathlon PTS5      | Pays-Bas   | Médaille d'or     | 1 h 9 min 49 s  |
| 2017  | Championnat nord-américain de paratriathlon PTS5 | États-Unis | Médaille d'or     | 1 h 6 min 13 s  |
| 2016  | Jeux paralympiques de Rio PT4                    | Brésil     | Médaille d'or     | 1 h 10 min 39 s |
| 2016  | Championnat nord-américain de paratriathlon PT4  | États-Unis | Médaille d'or     | 1 h 6 min 39 s  |
| 2016  | Championnats du monde de paratriathlon PT4       | Pays-Bas   | Médaille d'or     | 1 h 10 min 2 s  |
| 2015  | Championnats du monde de paratriathlon PT4       | États-Unis | Médaille d'argent | 1 h 9 min 48 s  |
| 2015  | Championnat nord-américain de paratriathlon PT4  | Mexique    | Médaille d'argent | 1 h 16 min 59 s |
| 2014  | ITU Series PT4 - Étape de Magog                  | Canada     | Médaille d'or     | 1 h 15 min 0 s  |